# Обердорф (Верхній Рейн)
Обердо́рф (фр. Oberdorf) — колишній муніципалітет у Франції, у регіоні Гранд-Ест, департамент Верхній Рейн. Населення — 575 осіб (2011).
Муніципалітет був розташований на відстані близько 400 км на схід від Парижа, 120 км на південь від Страсбура, 60 км на південь від Кольмара.

## Історія
До 2015 року муніципалітет перебував у складі регіону Ельзас. Від 1 січня 2016 року належав до нового об'єднаного регіону Гранд-Ест.
1 січня 2016 року Обердорф, Гренцинген i Енфлінген було об'єднано в новий муніципалітет Ійталь.

## Демографія
Динаміка населення (INSEE ):
Розподіл населення за віком та статтю (2006):
| Стать | Всього | До 15 років | 15-24 | 25-44 | 45-64 | 65-85 | Понад 85 |
| --- | ------ | ----------- | ----- | ----- | ----- | ----- | -------- |
| Чоловіки | 284    | 44          | 32    | 84    | 92    | 28    | 4        |
| Жінки | 284    | 36          | 40    | 72    | 92    | 32    | 12       |
| \| Статево-вікова піраміда \| Статево-вікова піраміда \| Статево-вікова піраміда \| \| ----------------------- \| ----------------------- \| ----------------------- \| \| Чоловіки \| Вік \| Жінки \| \| 4 \| 85 + \| 12 \| \| 4 \| 80-84 \| 4 \| \| 4 \| 75-79 \| 16 \| \| 16 \| 70-74 \| 12 \| \| 4 \| 65-69 \| 0 \| \| 12 \| 60-64 \| 12 \| \| 20 \| 55-59 \| 24 \| \| 36 \| 50-54 \| 24 \| \| 24 \| 45-49 \| 32 \| \| 12 \| 40-44 \| 16 \| \| 12 \| 35-39 \| 20 \| \| 32 \| 30-34 \| 8 \| \| 28 \| 25-29 \| 28 \| \| 20 \| 20-24 \| 28 \| \| 12 \| 15-20 \| 12 \| \| 20 \| 10-14 \| 8 \| \| 8 \| 5-9 \| 12 \| \| 16 \| 0-4 \| 16 \| |        |             |       |       |       |       |          |
| Статево-вікова піраміда |        |             |       |       |       |       |          |
| Чоловіки | Вік    | Жінки       |       |       |       |       |          |
| 4 | 85 +   | 12          |       |       |       |       |          |
| 4 | 80-84  | 4           |       |       |       |       |          |
| 4 | 75-79  | 16          |       |       |       |       |          |
| 16 | 70-74  | 12          |       |       |       |       |          |
| 4 | 65-69  | 0           |       |       |       |       |          |
| 12 | 60-64  | 12          |       |       |       |       |          |
| 20 | 55-59  | 24          |       |       |       |       |          |
| 36 | 50-54  | 24          |       |       |       |       |          |
| 24 | 45-49  | 32          |       |       |       |       |          |
| 12 | 40-44  | 16          |       |       |       |       |          |
| 12 | 35-39  | 20          |       |       |       |       |          |
| 32 | 30-34  | 8           |       |       |       |       |          |
| 28 | 25-29  | 28          |       |       |       |       |          |
| 20 | 20-24  | 28          |       |       |       |       |          |
| 12 | 15-20  | 12          |       |       |       |       |          |
| 20 | 10-14  | 8           |       |       |       |       |          |
| 8 | 5-9    | 12          |       |       |       |       |          |
| 16 | 0-4    | 16          |       |       |       |       |          |

## Економіка
2010 року серед 388 осіб працездатного віку (15—64 років) 293 були активними, 95 — неактивними (показник активності 75,5%, у 1999 році було 74,2%). З 293 активних мешканців працювало 265 осіб (152 чоловіки та 113 жінок), безробітними було 28 (14 чоловіків та 14 жінок). Серед 95 неактивних 27 осіб було учнями чи студентами, 35 — пенсіонерами, 33 були неактивними з інших причин.

У 2010 році в муніципалітеті числилось 223 оподатковані домогосподарства, у яких проживали 571,0 особи, медіана доходів виносила 25 669 євро на одного особоспоживача